# Ian Wright
Pour les articles homonymes, voir Wright et Ian Wright (homonymie).
Cet article concerne le footballeur anglais. Pour DJ canadien, voir DJ Plague.
Ian Edward Wright est un footballeur international anglais, né le 3 novembre 1963 à Woolwich, ville de la circonscription de Greenwich située dans le Grand Londres. Il évolue au poste d'attaquant de 1985 à l'an 2000.
Il est le père adoptif de Shaun Wright-Phillips et le père naturel de Bradley Wright-Phillips, tous deux joueurs professionnels. Son troisième fils Brett essaie de suivre la trace des deux aînés.

## Biographie

### Jeunesse
Après avoir vu sa candidature rejetée par Millwall, le jeune Ian Wright commence le football en 1981 à Ten Em Bee, club amateur participant à la London and Kent Border League. En 1985, il est repéré par Peter Prentice, recruteur du Crystal Palace FC, qui l'invite à passer un test à Selhurst Park. En 1993, Ian Wright épouse Debbie Martin avec laquelle il aura deux autres enfants, Stacey et Bobbi Lee.

### Débuts à Crystal Palace
Il signe son premier contrat professionnel à l'âge de 21 ans, soit relativement tard, puis fait ses débuts le 31 août 1985 face à Huddersfield Town. Le 10 octobre il marque le premier but de sa carrière professionnelle face à Oldham. Wright inscrit 9 buts en 32 matchs de division 2 lors de la saison 1985-1986. Le duo d'attaque qu'il forme avec Mark Bright contribue à la remontée de Crystal Palace en première division à l'issue des barrages de la saison 1988-1989.
Lors de la saison 1989-1990 il subit plusieurs blessures qui l'éloignent des terrains, ce qui n'empêche pas les Eagles d'assurer leur maintien, en se classant quinzième du championnat, et d'atteindre la finale de la Coupe d'Angleterre. Ian Wright fait son retour lors de la finale disputée le 12 mai 1990 à Wembley contre Manchester United. Entré en cours de jeu il égalise, forçant United à disputer la prolongation durant laquelle il marque à nouveau. Le match se termine sur le score de 3 à 3 et sera rejoué, comme c'est la règle en Angleterre. Manchester United remporte finalement le trophée sur le score de 1 à 0 lors du second match disputé le 17 mai.
En 1990-1991, Palace termine à la troisième place du championnat d'Angleterre et remporte son premier trophée, l'éphémère Full Members Cup sponsorisée par Zenith Data Systems. Le 7 avril 1991, Wright inscrit un doublé lors de la finale remportée 4 à 1 par Crystal Palace face à Everton.

### Arsenal FC
Ian Wright est transféré à Arsenal le 23 septembre 1991 pour 2,5 millions de livres. Il marque dès son premier match disputé le 25 septembre 1991 contre Leicester City en Coupe de la Ligue, alors sponsorisée par Rumbelows, puis inscrit un triplé lors de ses débuts en championnat avec son nouveau club le 28 septembre face à Southampton. Wright obtient sa première sélection en équipe nationale en 1991 et est sacré meilleur buteur du championnat d'Angleterre 1991-1992. Il sera l'attaquant le plus prolifique d'Arsenal durant six saisons d'affilée.
La Football League First Division est rebaptisée Premier League pour la saison 1992-1993, et Arsenal doit se contenter d'une modeste dixième place. L'équipe entraînée par George Graham est malgré tout la première à remporter à la fois la Coupe de la Ligue et la Coupe d'Angleterre. Dans cette dernière compétition Wright marque le 15 mai dans la finale opposant Arsenal à Sheffield Wednesday, qui se termine sur le score de 1 à 1, puis dans la finale rejouée le 20 mai et remportée 2 à 1 par les Gunners.
Le 4 mai 1994, au Parken Stadium de Copenhague, Arsenal remporte la Coupe d'Europe des vainqueurs de coupes contre le club italien de Parme. Wright était cependant suspendu pour la finale. Le 10 mai 1995, Arsenal atteint à nouveau la finale de cette même compétition, disputée au Parc des Princes, mais est cette fois défait 2 à 1 après prolongation par les Espagnols du Real Saragosse. Ian Wright marque à chaque tour de la compétition, sauf en finale.
Après la nomination de Bruce Rioch à la tête de l'équipe en juin 1995, Wright demande à être placé sur la liste des transferts, demande rejetée par la direction du club. Arsène Wenger est finalement nommé manager d'Arsenal le 23 septembre 1996. Après avoir terminé la saison 1996-1997 à la troisième place, Arsenal réalise le doublé en remportant la Coupe d'Angleterre et le championnat 1997-1998. Ian Wright ne signe que 10 buts dans la saison mais, le 13 septembre 1997, inscrit un triplé face à Bolton à Highbury, ce qui lui permet de devenir le meilleur buteur de l'histoire des Gunners avec 179 buts. Il portera ensuite son total à 185 buts, un record qui ne sera dépassé que huit ans plus tard par Thierry Henry.

### Fin de carrière
Le 13 juillet 1998, Ian Wright est transféré à West Ham United. L'année suivante, il portera brièvement les couleurs de Nottingham Forest, le manager de Forest, David Platt, ayant réussi à négocier un prêt avec West Ham. Wright est ensuite recruté par le Celtic de Glasgow à la suite de la blessure de l'attaquant Henrik Larsson. Engagé en février 2000 par Burnley FC, Ian Wright met un terme à sa carrière professionnelle en mai malgré l'insistance de l'entraîneur Stan Ternent, et alors que le club s'apprête à remonter en seconde division. Il a disputé son dernier match le 6 mai 2000 face à Scunthorpe.

### Équipe nationale
Le 12 décembre 1989, Ian Wright dispute son premier match international pour l'équipe d'Angleterre B face à la Yougoslavie B. Il évolue aux côtés de ses futurs coéquipiers Andy Linighan, Lee Dixon et Tony Adams. Il sera de nouveau retenu en sélection B pour affronter l'Algérie à Alger le 11 décembre 1990 et l'équipe de France B à Loftus Road le 18 février 1992.
Le 6 février 1991, Graham Taylor offre à Ian Wright, alors âgé de 27 ans, sa première sélection A lors d'un match amical face au Cameroun à Wembley. Il n'est pas retenu dans l'équipe envoyée à l'Euro 92, mais défend les couleurs de l'Angleterre lors des qualifications pour la Coupe du monde 1994, inscrivant un but le 29 mai 1993 dans les dernières minutes du match face à la Pologne (1 à 1), puis un quadruplé le 17 novembre 1993 à Bologne face à Saint-Marin  dans un match remporté 7 à 1 par les Anglais. Malgré tout, l'Angleterre ne parvient pas à se qualifier. Wright disputera encore quatre matchs amicaux avec l'équipe nationale dirigée par Terry Venables en 1994, mais ne sera pas appelé pour l'Euro 96.
Glenn Hoddle fait de nouveau appel à Ian Wright à l'occasion des qualifications pour la Coupe du monde 1998. Wright retrouve le chemin des filets le 24 mai 1997 à Old Trafford lors d'un match amical face à l'Afrique du Sud, puis un doublé le 10 septembre lors d'une victoire obtenue en match qualificatif aux dépens de la Moldavie. Il marque également le 4 juin au stade de la Beaujoire contre l'Italie dans le Tournoi de France amical remporté par l'Angleterre.
Une blessure l'empêche de participer à la Coupe du monde 1998. Il disputera encore deux matchs sous les couleurs de l'Angleterre, le dernier ayant lieu à Wembley le 18 novembre 1998 lors de la victoire 2 à 0 face à la République tchèque.

## Statistiques
| Saison                | Club                     | Championnat           | Championnat | Championnat | Coupe(s) nationale(s) | Coupe(s) nationale(s) | Supercoupe | Supercoupe | Compétition(s) continentale(s) | Compétition(s) continentale(s) | Compétition(s) continentale(s) | Angleterre | Angleterre | Total | Total |
| Saison                | Club                     | Division              | M.          | B.          | M.                    | B.                    | M.         | B.         | Comp.                          | M.                             | B.                             | M.         | B.         | M.    | B.    |
| 1985-1986             | Crystal Palace           | Second Division       | 32          | 9           | 2                     | 0                     | -          | -          | -                              | -                              | -                              | -          | -          | 34    | 9     |
| 1986-1987             | Crystal Palace           | Second Division       | 38          | 9           | 5                     | 1                     | -          | -          | -                              | -                              | -                              | -          | -          | 43    | 10    |
| 1987-1988             | Crystal Palace           | Second Division       | 41          | 20          | 4                     | 3                     | -          | -          | -                              | -                              | -                              | -          | -          | 45    | 23    |
| 1988-1989             | Crystal Palace           | Second Division       | 42          | 24          | 3                     | 1                     | -          | -          | -                              | -                              | -                              | -          | -          | 45    | 25    |
| 1989-1990             | Crystal Palace           | First Division        | 26          | 8           | 7                     | 1                     | -          | -          | -                              | -                              | -                              | -          | -          | 33    | 9     |
| 1990-1991             | Crystal Palace           | First Division        | 38          | 15          | 8                     | 4                     | -          | -          | -                              | -                              | -                              | 4          | 0          | 50    | 19    |
| 1991-1992             | Crystal Palace           | First Division        | 8           | 5           | -                     | -                     | -          | -          | -                              | -                              | -                              | -          | -          | 8     | 5     |
| Sous-total            | Sous-total               | Sous-total            | 225         | 90          | 29                    | 10                    | -          | -          | -                              | -                              | -                              | 4          | 0          | 258   | 100   |
| 1991-1992             | Arsenal FC               | First Division        | 30          | 24          | 3                     | 2                     | -          | -          | -                              | -                              | -                              | 1          | 0          | 34    | 26    |
| 1992-1993             | Arsenal FC               | Premier League        | 31          | 15          | 15                    | 15                    | -          | -          | -                              | -                              | -                              | 8          | 1          | 54    | 31    |
| 1993-1994             | Arsenal FC               | Premier League        | 39          | 23          | 13                    | 11                    | 2          | 0          | C2                             | 4                              | 4                              | 5          | 4          | 63    | 42    |
| 1994-1995             | Arsenal FC               | Premier League        | 31          | 18          | 14                    | 12                    | -          | -          | C2                             | 11                             | 9                              | 2          | 0          | 58    | 39    |
| 1995-1996             | Arsenal FC               | Premier League        | 31          | 15          | 9                     | 8                     | -          | -          | -                              | -                              | -                              | -          | -          | 40    | 23    |
| 1996-1997             | Arsenal FC               | Premier League        | 35          | 23          | 6                     | 7                     | -          | -          | C3                             | 2                              | 0                              | 7          | 2          | 50    | 32    |
| 1997-1998             | Arsenal FC               | Premier League        | 24          | 10          | 4                     | 1                     | -          | -          | C3                             | 2                              | 0                              | 4          | 2          | 34    | 13    |
| Sous-total            | Sous-total               | Sous-total            | 221         | 128         | 65                    | 56                    | 2          | 0          | -                              | 21                             | 15                             | 28         | 9          | 337   | 208   |
| 1998-1999             | West Ham United          | Premier League        | 22          | 9           | 1                     | 0                     | -          | -          | C4                             | 1                              | 0                              | 2          | 0          | 26    | 9     |
| Sous-total            | Sous-total               | Sous-total            | 22          | 9           | 1                     | 0                     | -          | -          | -                              | 1                              | 0                              | 2          | 0          | 26    | 9     |
| 1999-2000             | Nottingham Forest (prêt) | Second Division       | 10          | 5           | -                     | -                     | -          | -          | -                              | -                              | -                              | -          | -          | 10    | 5     |
| Sous-total            | Sous-total               | Sous-total            | 10          | 5           | -                     | -                     | -          | -          | -                              | -                              | -                              | -          | -          | 10    | 5     |
| 1998-1999             | Celtic FC                | Premier League        | 8           | 3           | 1                     | 0                     | -          | -          | -                              | -                              | -                              | -          | -          | 9     | 3     |
| Sous-total            | Sous-total               | Sous-total            | 8           | 3           | 1                     | 0                     | -          | -          | -                              | -                              | -                              | -          | -          | 9     | 3     |
| 1999-2000             | Burnley FC               | Second Division       | 15          | 4           | -                     | -                     | -          | -          | -                              | -                              | -                              | -          | -          | 15    | 4     |
| Sous-total            | Sous-total               | Sous-total            | 15          | 4           | -                     | -                     | -          | -          | -                              | -                              | -                              | -          | -          | 15    | 4     |
| Total sur la carrière | Total sur la carrière    | Total sur la carrière | 501         | 239         | 95                    | 66                    | 2          | 0          | -                              | 22                             | 15                             | 33         | 9          | 653   | 329   |

## Palmarès

### Avec Crystal Palace
- Full Members' Cup
  - Vainqueur : 1990-91
- FA Cup
  - Finaliste : 1989-90

### Avec Arsenal
- Premier League
  - Vainqueur : 1997-98

- FA Cup
  - Vainqueur : 1993, 1998

- League Cup
  - Vainqueur : 1993

- Coupe d'Europe des Vainqueurs de Coupe
  - Vainqueur : 1994
  - Finaliste : 1995

- Supercoupe d'Europe
  - Finaliste : 1994

### Distinctions individuelles
- Meilleur buteur du championnat d'Angleterre en 1992 avec 29 buts (5 avec Crystal Palace et 24 avec Arsenal)
- Meilleur buteur de la Coupe d'Europe des Vainqueurs de Coupe en 1995 avec 9 buts

### Statistiques
- Avec Crystal Palace (1985/86 à 1991/92): 118 buts en 277 matches
- Avec Arsenal (1991/92 à 1997/98): 185 buts en 288 matches (2e meilleur buteur de l'histoire du club après Thierry Henry)
- Avec West Ham (1998/99) : 9 buts en 26 matches
- Avec Nottingham Forest (1999/00): 5 buts en 10 matches
- Avec le Celtic Glasgow (1999/00): 3 buts en 10 matches
- Avec Burnley (1999/00): 4 buts en 15 matches

- Avec l'Angleterre (1991 à 1998): 9 buts en 33 matches

## Reconversion

### Carrière dans les médias
Ian Wright s'est reconverti dans les médias et a animé plusieurs émissions de télévision depuis 1998. Pour son émission Friday Night’s All Wright, diffusée sur la station London Weekend Television (LWT), faisant partie du groupe ITV, il a reçu entre autres Elton John, Will Smith et Denzel Washington. L'émission This Is Your Life consacrée à Ian Wright le 24 janvier 2000 sur BBC One a attiré 9,6 millions de téléspectateurs d'après la chaîne. En janvier 2001 il signe un contrat exclusif d'une durée de deux ans avec la British Broadcasting Corporation (BBC), reconduit pour deux nouvelles années le 11 décembre 2002.
Il a pris part à l'émission Match of the Day présentée par Gary Lineker durant le Championnat d'Europe de Football 2004. Pour la station BBC Radio Five Live il a participé à une émission hebdomadaire en compagnie de Mark Bright, son ancien coéquipier à Crystal Palace. Il anime actuellement The Ian Wright Show.

### Actions caritatives
Depuis 1997 Ian Wright s'engage auprès de l'association African Caribbean Leukaemia Trust (ACLT) en compagnie de la duchesse d'York et des anciens footballeurs John Barnes et John Fashanu, afin de lutter contre les leucémies en recrutant des donneurs de moelle osseuse dans la communauté noire, l’origine ethnique étant importante dans la recherche de donneurs éligibles.
En 2002 il est nommé « Media Personality of the Year » lors de la dixième édition des Race In the Media Awards (RIMA), créés en 1992 par la Commission britannique pour l'égalité raciale.

### Distinctions
- Ian Wright est Membre de l'Ordre de l'Empire britannique, il a été décoré par Élisabeth II le 13 juillet 2000.